# Трухин, Михаил Николаевич
Михаи́л Никола́евич Трухи́н (род. 28 октября 1971, Петрозаводск, СССР) — советский и российский актёр театра, кино, телевидения и дубляжа. Заслуженный артист Российской Федерации (2010).
Известность ему принесла роль лейтенанта милиции (позднее — старшего лейтенанта, капитана и майора) Волкова в телесериале «Улицы разбитых фонарей».

## Биография
Родился 28 октября 1971 года в Петрозаводске. Есть родная сестра Анна. До четвёртого класса средней школы жил в Мончегорске, пока мать получала высшее образование в Петрозаводске. С детства занимался хоккеем и дзюдо. Через год отказался от занятий дзюдо в пользу хоккея. Когда семья переехала в Ленинград, занимался в кружках Дома пионеров, затем в студии при Театре драмы имени А. С. Пушкина.
В 1996 году окончил Санкт-Петербургскую государственную академию театрального искусства (СПбГАТИ) (курс В. М. Фильштинского) и был приглашён в Санкт-Петербургский академический театр имени Ленсовета.
C 1999 года работал в Государственном драматическом Театре на Литейном в Санкт-Петербурге.
В 2005 году дебютировал на сцене Московского Художественного театра имени А. П. Чехова в роли Гамлета в спектакле «Гамлет» режиссёра Юрия Бутусова, а в 2006 году принят в труппу театра, где служит по настоящее время.

### Семья
- первая жена — Любовь Владимировна Ельцова (род. 1972), актриса[4];
  - сын — Егор Михайлович Трухин[4], актёр, режиссёр, выпускник Московского театрального колледжа имени О. П. Табакова и Российской академии театрального искусства (мастерская С. Женовача, специальность «Режиссура театра (Режиссёр драмы)», выпуск 2022 года);
  - дочь — Дарья Михайловна Трухина[4], актриса МХТ им. А. П. Чехова, училась в Российской академии театрального искусства (мастерская О. Кудряшова, специальность «Актёрское искусство (Артист драматического театра и кино)», выпуск 2022 года);
- вторая жена — Анна Нестерцова (род. 1985)[1];
  - дочь — Софья Михайловна Трухина (род. 2008)[1].

## Роли в театре
Санкт-Петербургский академический театр имени Ленсовета
- «В ожидании Годо» С. Беккета — Владимир, режиссёр Юрий Бутусов[5]
- «Войцек» Г. Бюхнера — Войцек, режиссёр Юрий Бутусов

Государственный драматический Театр на Литейном
- «Сторож» Г. Пинтера — Астон, режиссёр Юрий Бутусов
- «Дуэль» А. Чехова — Лаевский, режиссёр Арсений Сагальчик

Московский Художественный театр имени А. П. Чехова
- «Утиная охота» А. Вампилова — Саяпин, режиссёр Александр Марин
- 2005 — «Гамлет» У. Шекспира — Гамлет, режиссёр Юрий Бутусов
- 2006 — «Примадонны» К. Людвига — Флоренс Снайдер, режиссёр Евгений Писарев[6]
- 2009 — «Пиквикский клуб» Ч. Диккенса — Сэм Уэллер, режиссёр Евгений Писарев
- 2011 — «Мастер и Маргарита» М. Булгакова — Коровьев, режиссёр Янош Сас
- 2012 — «Зойкина квартира» М. Булгакова — Аметистов, режиссёр Кирилл Серебренников
- 2014 — «Трамвай „Желание“» Т. Уильямса — Хэрольд Митчел (Митч), режиссёр Роман Феодори
- 2021 — «Враки, или Завещание барона Мюнхгаузена» В. Крамера при участии К. Хабенского — Генрих Рамкопф, режиссёр Виктор Крамер

Театральное агентство «Арт-партнёр ХХI»
- 2015 — «Кто боится Вирджинии Вульф» Т. Уильямса — Джордж, режиссёр Владимир Панков

Бывший клуб «Артист» на Трехгорной мануфактуре
- 2015 — «Как выдать маму замуж» братьев Пресняковых, режиссёры Олег Пресняков и Владимир Пресняков[7]

## Фильмография
- 1991 — Афганский излом — солдат
- 1991 — Жертва для императора — эпизод
- 1991 — Циники — Гога, брат Ольги, белогвардеец
- 1995 — 2014 — Улицы разбитых фонарей — Вячеслав Юрьевич Волков, лейтенант / старший лейтенант / капитан / майор, оперуполномоченный милиции / старший оперуполномоченный / начальник убойного отдела полиции
- 1998 — Хрусталёв, машину! — дирижёр (нет в титрах)
- 2000 — Убойная сила — Вячеслав Юрьевич Волков, старший лейтенант милиции
- 2002 — Письма к Эльзе — Олег
- 2003 — Особенности национальной политики — «Лёля»
- 2004 — Дети Арбата — Альтман, сотрудник НКВД
- 2005 — Лабиринты разума —
- 2005 — Гибель империи — Малецкий
- 2005 — Большая прогулка — Антон, режиссёр шоу
- 2005 — Осторожно, Задов! — хирург / помощник режиссёра (в разных эпизодах)
- 2007 — Ленинград — Верник
- 2008 — День Д — Стасик, наркоман
- 2008 — Наваждение — Михаил
- 2008 — Сумасшедшая любовь — Костя
- 2009 — Исчезнувшие — Беркович, советский партизан
- 2009 — На игре — Олег Сколский
- 2010 — Доктор Тырса — Леонид Петрович Грушин, друг Тырсы, врач-генетик и гинеколог, кандидат наук, специалист кафедры акушерства и гинекологии, сотрудник отделения спортивной и балетной травмы в московской клинике
- 2011 — Чужие крылья — Юлиуш Катульский, оберштурмбаннфюрер СС
- 2011 — На игре 2. Новый уровень — Олег Сколский
- 2011 — Дед Мороз всегда звонит… трижды! — Василий, мастер по ремонту
- 2011 — Сплит — ювелир
- 2012 — Эффект Богарне — Игорь Скворцов
- 2012 — Сказка. Есть — «Плеер»
- 2012 — Волчий остров — Вячеслав Юрьевич Волков, майор полиции, замнач угро
- 2012 — После школы — Леонид Петрович («Альфа-дог»), трудовик
- 2012 — Аметист (короткометражный)
- 2013 — Как завести женщину — папа
- 2013 — Лютый — Виктор Александрович Маркин
- 2014 — Департамент — Сергей Пантелеевич Антонов, бизнесмен
- 2014 — Только с тобой
- 2014 — В спорте только девушки — охранник
- 2015 — Измены — Вадим, начальник и любовник Аси
- 2015 — Наставник — Альберт Малинин, владелец казино
- 2015 — Лучше не бывает — Игорь
- 2015 — Медсестра — Константин Алексееаич Трубицын нейрохирург, ведущий ординатор
- 2017 — Везучий случай — Гоша
- 2017 — 2025 — Ивановы-Ивановы — Алексей Викторович Иванов, муж Лидии, безработный
- 2017 — Секретарша — Василий Александрович Громик, начальник следственного отдела
- 2018 — Позвоните Мышкину — Ермак Мышкин
- 2018 — Фитнес — Виталий «Витамин» Минеевич Корякин
- 2018 — Взятка (короткометражный) — Антон Чегодаев, взяточник
- 2018 — Твою мать (короткометражный) — Вова
- 2020 — Погнали — Эдик (Эдуард) Осин
- 2020 — Саша ищет таланты (короткометражный) — Михаил
- 2020 — 2022 — Гости из прошлого — Павел Комаров, внук профессора Пиотровского в наше время
- 2021 — Вертинский — Егор Никитич Бачуров, третий секретарь посольства СССР в Берлине
- 2021 — Сваты 7 — Павел Павлович (Палыч), директор дома культуры в Кучугурах
- 2021 — Последний аксель — отец Кати
- 2021 — Тихо (короткометражный)
- 2022 — Американец — Дмитрий
- 2022 — Исправление и наказание (восьмая серия) — Анатолий, отец Жанны, муж Натальи
- 2022 — Отчаянные дольщики — Григорий
- 2022 — Алиса не может ждать — Игорь, отец Алисы
- 2023 — Библиотекарь — Шульга
- 2023 — Котострофа — Михаил, «глава» семьи
- 2023 — Мухадракон — отец Лёши
- 2024 — Макрон — Николай Егоров
- 2024 — Огниво — Балалай
- 2024 — Ёлки 11 — Волков

### Телеспектакли
- 1997 — Войцек — Войцек
- 2006 — Гамлет — Гамлет

## Общественная деятельность
17 декабря 2010 года в газете «Московский комсомолец» было опубликовано подписанное актёром открытое письмо к губернатору Санкт-Петербурга Валентине Матвиенко. В нём он призвал городское начальство расчистить улицы и дворы в городе, чтобы избежать повторения несчастного случая, который произошёл 15 декабря: двухлетний ребёнок погиб под колёсами мусоровоза из-за неубранной дороги.
На форумах и в социальных сетях жители Санкт-Петербурга горячо благодарили актёра за это выступление, многие поддержали призыв к отставке губернатора. Сама губернатор Матвиенко предложила убирать город силами бомжей (деньги её правительством выделяются).

## Признание и награды
- 1999 — лауреат Санкт-Петербургской независимой актёрской премии имени Владислава Стржельчика в номинации «Актёрский ансамбль» (вместе с Михаилом Пореченковым, Константином Хабенским и Андреем Зибровым) за 1999 год — за роль в спектакле «В ожидании Годо» режиссёра Юрия Бутусова на сцене Санкт-Петербургского академического театра имени Ленсовета[5][3];
- 2006 — лауреат премии «Чайка» — за роль Флоренс Снайдер в спектакле «Примадонны» режиссёра Евгения Писарева на сцене Московского Художественного театра имени А. П. Чехова[3];
- 2010 — заслуженный артист Российской Федерации — за заслуги в области искусства[11].